# Pippa Bacca
Giuseppina Pasqualino di Marineo (Milán, 9 de diciembre de 1974-Gebze, 31 de marzo de 2008), conocida como Pippa Bacca, fue una artista de performances feminista italiana quien, junto a otra compañera artista, Silvia Moro, se encontraban haciendo autoestop desde Milán a Oriente Próximo para promocionar un mundo en paz y unido bajo el eslogan "Matrimonio entre diferentes gentes y naciones", luciendo a modo simbólico un vestido de novia durante su viaje. Tras llegar a Gebze, Turquía el 31 de marzo de 2008, desapareció. Su cuerpo desnudo y violado fue descubierto cerca de la misma ciudad el 11 de abril de 2008. La policía arrestó al hombre que había colocado su tarjeta SIM en el teléfono móvil de Bacca y este les condujo hasta su cadáver.

## Biografía
Pippa Bacca nació en Milán el 9 de diciembre de 1974. Su padre, Guido Pasqualino di Marineo, era originario de Nápoles y descendía de la nobleza napolitana. Su madre, Elena Manzoni dei Conti di Chiosca e Poggiolo, también provenía de una acomodada familia noble de origen siciliano. La madre de Baccas era la hermana mayor del artista Piero Manzoni.
Bacca era la tercera de cinco hermanas y también tenía un medio hermano del nuevo matrimonio de su padre después de h. Cuando eran niñas, su madre vestía a Bacca y a sus hermanas de verde para hacerlas reconocibles y no perderlas. De adulta, Bacca tomaría la decisión de vestir siempre el color verde, y también escribiría todas sus cartas y postales con tinta verde. Además, Bacca se volvería vegetariana, pero una vez al año, se daría un capricho y comería pescado.
Como su tío Piero Manzoni murió antes del nacimiento de Bacca, ella nunca lo conoció; pero como su madre Elena protegió el legado artístico de su hermano y preservó su arte. Bacca creció muy consciente del trabajo artístico de su tío, y ella y sus hermanos crecieron "respirando el mismo aire creativo" que su tío.
A pesar de que la familia se consideraba inconformista, Bacca y su familia eran, en muchos sentidos, conservadores, con valores devotamente católicos y pro monárquicos. Ambos padres de Bacca eran políticamente activos; su padre fue el líder del partido político Unión Monárquica Italiana en la década de 1970, y su madre estaba involucrada en el Partido Socialista Democrático Italiano y se consideraba una liberal de derecha. También participaron en el movimiento Silenzia Maggiore (Mayoría Silenciosa) que se formó como reacción a las protestas estudiantiles de 1968 en Italia.
De adulta, Bacca se inclinaría políticamente hacia la izquierda,  pero siguió siendo creyente y practicante de la fe católica. Siempre llevaría una cadena alrededor de su cuello con la imagen de San José de Cupertino.
Los padres de Bacca se separaron cuando ella tenía cinco años y luego se divorciaron en 1987. Posteriormente, su familia vivió en las viviendas públicas Azienda Lombarda Edilizia Residenziale ubicadas en Corso Garibaldi. Compartiendo un fuerte vínculo familiar, las hermanas se llamarían a sí mismas "Il Neurone" (La neurona), ya que sentían que eran parte de una sola neurona.
Desde muy joven, su madre le inculcó a Bacca el amor por los viajes y la familia empezó a explorar Italia y Europa en una vieja furgoneta. En 1987, Bacca, su madre y sus hermanas recorrieron el Camino de Santiago de Compostela. Hicieron su camino a pie, en bicicleta y haciendo autostop.

## Novias de viaje
Bacca era parte de un esfuerzo mundial de artistas por la paz conocido como 'novias de viaje', por el cual ella y una compañera habían salido de Milán el 8 de marzo de 2008. Las artistas, llevando vestidos de novia blancos, viajaron a lo largo de Eslovenia, Croacia, Bosnia Herzegovina, Serbia y Bulgaria llegando a Turquía el 20 de marzo de 2008. Habían planeado hacer autoestop hasta Siria y luego al Líbano hacia el 31 de marzo, llegando a los territorios palestinos e Israel a mediados de abril, siendo su destino final Jerusalén. En relación con su atuendo según comentaron en su web "es el único vestido que llevaremos - con toda la porquería acumulada del viaje".
Acerca de los planes de su hermana y a la luz del descubrimiento del cuerpo, su hermana María declaró a la agencia de noticias ANSA que "sus viajes fueron algo artístico con el objeto de llevar un mensaje de paz y confianza, pero no todo el mundo merece confianza. No estábamos especialmente preocupadas porque ella había hecho autostop muchas veces y por ello podía evitar situaciones de riesgo. Era una persona con determinación cuando se trataba del arte".

## Desaparición
Bacca y su compañera se dividieron justo antes de llegar a Estambul, planeando encontrarse de nuevo en Beirut. Sin embargo, Bacca desapareció después del 31 de marzo. Su tarjeta de crédito fue utilizada por última vez a mediodía de ese mismo día. Su cuerpo en avanzado estado de descomposición, violado, estrangulado y desnudo se encontró cerca de unos arbustos en la ciudad de Tavşanlı, a mediados de abril. Sin embargo, tanto la BBC como el New York Times informaron de su localización en Gebze, a unas 40 millas al sureste de Estambul.
El hombre que condujo a la policía hasta su cuerpo, Murat Karataş, fue detenido y arrestado después de confesar la violación y estrangulamiento de Bacca el 31 de marzo después de recogerla en su jeep en una gasolinera. Las pruebas de ADN sugieren no obstante, que Bacca fue violada por varias personas, no solo por Karataş. El sospechoso dijo que estaba bajo la influencia de drogas y alcohol y no pudo recordar lo que pasó.
El sospechoso había sido rastreado tras insertar su SIM en el teléfono móvil de la víctima, lo cual alertó a la policía ya que había sido detenido con anterioridad por robo. Los datos del móvil de Bacca fueron borrados, implicando, de acuerdo al abogado de la familia de Bacca, a un tercero ya que Karataş no sabía hablar inglés y dejó la escuela en tercer grado.
Finalmente y en 2012 el sospechoso del asesinato de Pippa Bacca fue condenado a 30 años de cárcel por un tribunal turco de casación, no admitiendo la culpa en ningún momento.

## Reacciones
El presidente Abdullah Gül llamó a su homónimo italiano Giorgio Napolitano para expresar su pesar. Un comentario del Today's Zaman, a la vez que expresaba su pesar por la muerte de la mujer, criticaba el servilismo de los políticos turcos con los extranjeros en el caso Bacca, diciendo "afrontémoslo, si Pippa fuera turca, alguna gente diría que una mujer autoestopista merece ser violada". El columnista argumentaba que los problemas como la violencia contra las mujeres debían de ser afrontados independientemente de la vergüenza que sienta Turquía ante los extranjeros por este tema.
Hürriyet, un periódico turco, publicó un artículo sobre el asesinato titulado "estamos avergonzados".
El entierro de Pippa Bacca tuvo lugar el 19 de abril de 2008 en su ciudad natal, Milán.

## Dedicatorias
- En julio de 2010, Loris Zecchini dedicó la novela "Crociera" a Pippa Bacca, publicada por Arduino Sacco Editore Archivado el 1 de agosto de 2017 en Wayback Machine..
- En mayo de 2013, la banda Radiodervish publica el álbum Human, la primera canción, 'Velo di sposa', en memoria de Pippa Bacca.
- En 2014 Bompiani publicó "La esposa de Mauro Covacich", cuyo título y primera historia están dedicados a la última actuación de Pippa Bacca. Al año siguiente, el libro ocupó el segundo lugar en el Premio Strega.
- En 2015 se publica la novela "Estoy enamorado de Pippa Bacca, ¡pregúntame por qué!" escrita por Giulia Morello (ed. Castelvecchi).

## Trabajos
- Las habitaciones de verdor / Le stanze di verzura (2006)
- Adán y Eva / Adamo ed Eva
- Mutaciones quirúrgicas / Surgical mutations (2004)
- El vientre del arquitecto / Il ventre dell'architetto (2003)
- No pises África / Non calpestate l'Africa (2003)

## Película
Un documental, La Mariée (La novia), acerca de la historia de Bacca, fue dirigido por el realizador francés Joël Curtz en 2012. En este documental se incluyen fragmentos de vídeo de la propia cámara de Bacca que el propio equipo recuperó durante la filmación.

## El vestido blanco
Un relato de la escritora francesa Nathalie Léger de 2018 que vincula la historia del asesinato de Bacca con una historia sobre su madre.